# Belaa
Belaa è un comune dell'Algeria, situato nella provincia di Sétif.